# Barkowo (Gołdap)
Barkowo (deutsch Barkehmen, 1938–1945 Barkau) ist ein Dorf in der polnischen Woiwodschaft Ermland-Masuren, das zur Stadt- und Landgemeinde Gołdap (Goldap) im Kreis Gołdap gehört.

## Geographische Lage
Barkowo liegt linksseitig des Flüsschens Goldap (polnisch: Gołdapa) im Nordosten der Woiwodschaft Ermland-Masuren, acht Kilometer westlich der Kreisstadt Gołdap (Goldap).

## Geschichte
Bereits vor 1539 wurde der kleine, damals Barckaw genannte Ort gegründet und wurde später Barskeynen (vor 1580), Bareken (vor 1596) und Barkehmen (bis 1938) genannt. Im Jahre 1874 wurde er in den neu errichteten Amtsbezirk Ballupönen (polnisch Bałupiany) eingegliedert, der vor 1908 in den Amtsbezirk Grilskehmen (polnisch Grygieliszki) umdirigiert wurde und – 1939 umbenannt in Amtsbezirk Grilsen – bis 1945 zum Kreis Goldap im Regierungsbezirk Gumbinnen der preußischen Provinz Ostpreußen gehörte.
Es waren 267 Einwohner, die im Jahre 1910 in Barkehmen lebten. Ihre Zahl verringerte sich bis 1933 auf 249 und belief sich 1939 noch auf 247.
Um den fremdländisch klingenden Ortsnamen Barkehmen aus politisch-ideologischen Gründen auszulöschen, wurde das Dorf am 3. Juni (amtlich bestätigt am 16. Juli) des Jahres 1938 in Barkau umbenannt. In Kriegsfolge kam es dann 1945 mit dem südlichen Ostpreußen zu Polen und heißt seither Barkowo. Heute ist es Sitz eines Schulzenamtes (polnisch Sołectwo) und ein Ortsteil der Stadt- und Landgemeinde Gołdap im Powiat Gołdapski, bis 1998 der Woiwodschaft Suwałki, seither der Woiwodschaft Ermland-Masuren zugehörig.

## Religionen
Barkehmen wie auch Barkowo waren und sind kirchlich nach Gołdap hin orientiert. Vor 1945 gehörte die mehrheitlich evangelische Bevölkerung zum Kirchspiel der Kirchen in Goldap im Kirchenkreis Goldap in der Kirchenprovinz Ostpreußen der Evangelischen Kirche der Altpreußischen Union, während die Katholiken zur Goldaper Pfarrkirche, damals im Bistum Ermland gelegen, ausgerichtet waren.
Heute ist der größte Teil der Einwohnerschaft Barkowos katholisch. Die Pfarrkirche in Gołdap ist jetzt dem Dekanat Gołdap im Bistum Ełk (Lyck) der Katholischen Kirche in Polen zugeordnet. Die evangelische Kirche in der Kreisstadt ist jetzt Filialkirche der Pfarrei Suwałki in der Diözese Masuren der Evangelisch-Augsburgischen Kirche in Polen.

## Verkehr
Barkowo liegt ein wenig abseits des Verkehrsgeschehens an einer kleinen Nebenstraße, die Skocze (Skötschen, 1938–1945 Grönfleet) mit Łobody (Liegetrocken) verbindet. Eine Bahnanbindung hat nie bestanden. Das Dorf wird gerne von Sportschiffern aufgesucht, die hier die Goldap für sich als bemerkenswerte Kanustrecke entdeckt haben.